# Metropolia łowecka
Metropolia łowecka – jedna z eparchii Bułgarskiego Kościoła Prawosławnego, z siedzibą w Łoweczu. Jej obecnym zwierzchnikiem jest metropolita łowecki Gabriel (Dinew), zaś funkcję katedry pełni będący w budowie sobór Świętych Cyryla i Metodego w Łoweczu.
Eparchia łowecka istniała już w okresie drugiego państwa bułgarskiego i po jego upadku stała się administraturą Patriarchatu Konstantynopolitańskiego. We współczesnym kształcie działa od powołania w 1872 Egzarchatu Bułgarskiego. Od tego momentu urząd metropolity łoweckiego sprawowali następujący hierarchowie:
- Hilarion (Iwanow), 1872 (urzędujący od 1852)
- Dionizy (Pomakow), 1873–1875
- Józef (Jowczew), 1876–1916, równocześnie egzarcha Bułgarii
- Antym (Sziwaczew), 1937–1939
- Filaret (Atanasow), 1939–1960
- Maksym (Minkow), 1960–1971
- Grzegorz (Uzunow), 1972–2000
- Gabriel (Dinew), od 2001

Eparchia prowadzi 140 parafii w pięciu dekanatach.